# Tilde
La tilde è un segno diacritico (~) appartenente – fra gli altri – ai sistemi ortografici del portoghese e del castigliano, nonché al greco antico (dov’è però chiamata accento circonflesso).
Tale grafema (~ o ˜) in castigliano rappresenta il suono nasale palatale della lettera ñ (si chiama in questo caso tilde de la ñ, virgulilla o virgulilla de la ñ) .
Nello spagnolo si chiama tilde anche l'accento grafico delle parole, avente sempre la forma dell'accento acuto italiano (´) – come in perché.
In alcuni manoscritti medioevali, la tilde non ha funzione diacritica: questo fenomeno è stato denominato da Ramón Menéndez Pidal tilde ociosa ("oziosa") o inútil ("inutile").
Nel codice ASCII, ASCII 8 bit, Unicode, UTF-8 e UTF-16, la tilde è identificata dal numero 126 (1111110bin, 7Ehex)

## Etimologia
La parola tilde è di origine spagnola e deriva dal verbo tildar, col significato antico di "evidenziare"; a sua volta procede dal latino titulare e titulum ("segno, iscrizione"); tuttavia, in spagnolo, la parola tilde ha un significato più ampio e indica – come già detto – qualunque segno che si ponga sopra un'abbreviazione (o una lettera) per distinguerne la pronuncia o l'accentuazione.

## L'originaria funzione di abbreviatura
Nel Medioevo, per risparmiare spazio o per evitare ulteriore fatica agli amanuensi, era normale – nelle iscrizioni, nei manoscritti e negli incunaboli – far uso di abbreviazioni. Sorsero quindi diversi segni codificati, tra cui la stessa tilde, la quale nasce come stilizzazione delle lettere m e n; era sovrapposta alle vocali (es.: suã = suam, trẽor = tremor, ĩcursus = incursus, õnes = omnes, exũdo = exundo etc.), ma poteva anche esser collocata sopra alcune consonanti o in abbreviazioni più complesse (es.: dña = domina). Raramente questo utilizzo avviene anche nell’italiano contemporaneo, dove per esempio nell’Annuario pontificio troviamo abbreviazioni come em̃o per eminentissimo oppure rm̃o per reverendissimo.

## La tilde in altre lingue

### Palatalizzazione delle consonanti
Questa origine è ancora abbastanza chiara in alcune lingue iberiche, come appunto lo spagnolo, il portoghese o il galiziano: si prenda per esempio la parola latina domina, la cui contrazione dom'na ha portato a donna in italiano e dueña in spagnolo, tramite la palatalizzazione in /ɲ/ del gruppo nn (fenomeno diffuso nelle lingue ibero-romanze); lo stesso discorso vale per la parola latina annus ("anno"), evolutasi nello spagnolo año.
In castigliano, infatti, il grafema ñ rappresenta il fonema /ɲ/, e lo stesso vale per altre lingue che hanno subito l'influenza dell'ortografia castigliana, quali il galiziano, l'asturiano, l'aragonese, il basco, il guaraní, il quechua, il filippino ecc.

### Nasalizzazione delle vocali
In particolare, in portoghese (ma anche in altre lingue come il guaranì, il dialetto sardo di Cabras e nel francese arcaico) la tilde è invece il segno diacritico della nasalizzazione della vocale sopra la quale è posta. Nel portoghese moderno si usa solo sopra a e o, ma nella lingua arcaica la si poteva usare anche con le altre vocali. Anche in questo caso è facilmente riconoscibile l'origine dell'uso della tilde: per esempio la parola latina manus, evolutasi in mano in italiano e spagnolo, è divenuta mão in portoghese (altri esempi: le parole latine lana e canis sono diventate in portoghese lã e cão).

### L'accento circonflesso greco
È la προσῳδία ὀξυβαρεῖα prosōdía oxybareîa «melodia acuta e grave», o la περισπωμένη προσῳδία períspōmenē prosōdía «melodia obliqua», il cui segno è l'unione di un accento acuto e di uno grave; nelle edizioni moderne può trovarsi rappresentato da un accento circonflesso (  ̂), oppure come   ̑ o   ̃.
L'accento circonflesso può trovarsi soltanto su una vocale lunga (ᾱ, η, ῑ, ω, ῡ) o su un dittongo, e non oltre la penultima sillaba. Peraltro, la sua posizione nella parola è soggetta alle leggi di limitazione.

### Punteggiatura giapponese
In giapponese la tilde (波ダッシュ nami dasshu «trattino a onda») ha la stessa funzione rivestita dalla lineetta nelle scritture occidentali; inoltre, può essere usata per dividere un titolo dal sottotitolo – dunque a scopo decorativo – oppure al posto del chōon per indicare un allungamento vocalico piuttosto marcato (l'uso è limitato a scritti informali: per esempio ai fumetti).

## Altri usi

### Matematica
La tilde, insieme ad alcune varianti come {\displaystyle \approx } o {\displaystyle \simeq }, è un simbolo usato comunemente nelle notazioni matematiche per indicare qualsiasi cosa richiami una relazione di equivalenza. 
Il suo uso primario, appunto, è come generico simbolo di equivalenza tra oggetti della stessa classe di equivalenza: 
{\displaystyle a\sim b\iff a\,\,equivalente\,\,b}
di cui esistono alcuni casi molto comuni, come:
- indicare un valore approssimativo (più spesso {\displaystyle \approx }):

{\displaystyle 99{,}92\approx 100}
- indicare la equivalenza asintotica di due funzioni, nel calcolo dei limiti :

{\displaystyle a(x)\sim b(x)\Leftrightarrow \lim _{x\to +\infty }a(x)/b(x)=1}
L'uso della tilde come accento è comune invece per caratterizzare una variabile diversa da quella senza accento, di cui magari costituisce una variante: {\displaystyle a\neq {\tilde {a}}}
Questo uso della tilde è abituale in vari contesti, per esempio per indicare il sollevamento di una funzione, oppure in Meccanica Quantistica per distinguere una grandezza dal suo operatore associato.

### Informatica
Nei sistemi Unix-like come Linux, la tilde indica la home directory dell'utente corrente, oppure di un altro utente, se anteposta a uno username.
Principalmente nei primi anni del web, quando uno stesso dominio ospitava più siti web personali, la directory contenente le pagine di una data persona era solita venire chiamata con una tilde e il proprio nick (es.: /~bill).
Nel linguaggio di programmazione C++ è utilizzato per distinguere il distruttore della classe, dichiarando una funzione membro senza tipo di ritorno e una tilde anteposta al nome della funzione, uguale a quello della classe.
Nel linguaggio di programmazione C rappresenta l'operatore bitwise NOT, quindi il complemento a uno di un numero.
In MATLAB rappresenta l'operatore logico NOT e in Java l'operatore bitwise (bit a bit) NOT.
Nell'ambiente di sviluppo Max/MSP, è utilizzato per definire gli oggetti che lavorano alla frequenza di campionamento del computer, cioè principalmente quelli che processano il suono. 
Il carattere tilde può essere scritto:
- in ambiente Microsoft Windows premendo in successione i tasti 1, 2 e 6 (del tastierino numerico) mentre si tiene premuto il tasto Alt.[4] Altrimenti è possibile passare alla tastiera inglese, premendo contemporaneamente ⇧ MAIUSC e Alt, e poi premere contemporaneamente ⇧ MAIUSC e \;
- in ambiente Linux premendo contemporaneamente i tasti Alt Gr e ì (da X) oppure Alt Gr e 0 (da console);
- in ambiente Apple Macintosh premendo contemporaneamente i tasti Alt e 5 (con layout Italiano e Italiano Pro).
- nel linguaggio HTML scrivendo il codice &#126;

### Linguistica
La tilde è usata (con lo stesso valore della sigla vs.) per indicare due elementi in opposizione. Per esempio, per indicare un'opposizione fonologica: [ˈpala]~[ˈpalla] (consonante scempia vs. geminata).